# وعلان زنكري
وعلان زنكري (الاسم العلمي:Commelina zenkeri) هو نوع من النباتات يتبع جنس الوعلان من الفصيلة الوعلانية.